# Кріспі Крім
Krispy Kreme (укр. Кріспі Крім) — це міжнародна мережа магазинів з продажу пончиків. Її заснували у 1936 році у місті Нашвілл, штат Теннессі, США Пол і Вернон Рудольф. Перший магазин був зареєстрований у січні 1937 року під назвою «Krispy Kreme-Doughnut Shop (Paul H. Rudolph)» за адресою 5024, вул. Шарлот Стріт, Нашвілл Полк (округ Девідсон, штат Теннессі). Найпопулярнішими є глазуровані пончики, які, на відміну від решти асортименту, продають гарячими. 
Продукція продається в магазинах Krispy Kreme, бакалійних крамницях, цілодобових магазинах, автозаправних станціях та у мережі супермаркетів Wal-Mart («Вол-Март») і Target («Таргет») у США. На міжнародному рівні продукцію Krispy Kreme розповсюджують: мережа супермаркетів Loblaws («Лоблоз») та автозаправних станцій Petro-Canada («Петро-Кенеда») у Канаді, а також мережа британських станцій технічного обслуговування і автозаправних станцій, та мережа магазинів Seven Eleven («Севен Ілевен») в Австралії. А у Сполученому Королівстві — це супермаркети Tesco (Теско), Tesco Extra («Теско Екстра») та більшість станцій технічного обслуговування. Перед першим випуском акцій дохід компанії був стабільним, але за останні місяці прибуток знизився. Тим не менше, нові філії відкривалися в центрі Філадельфії та низці інших міст.

## Історія

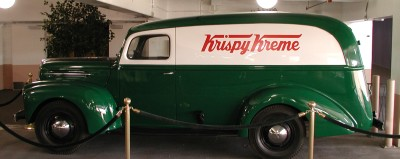

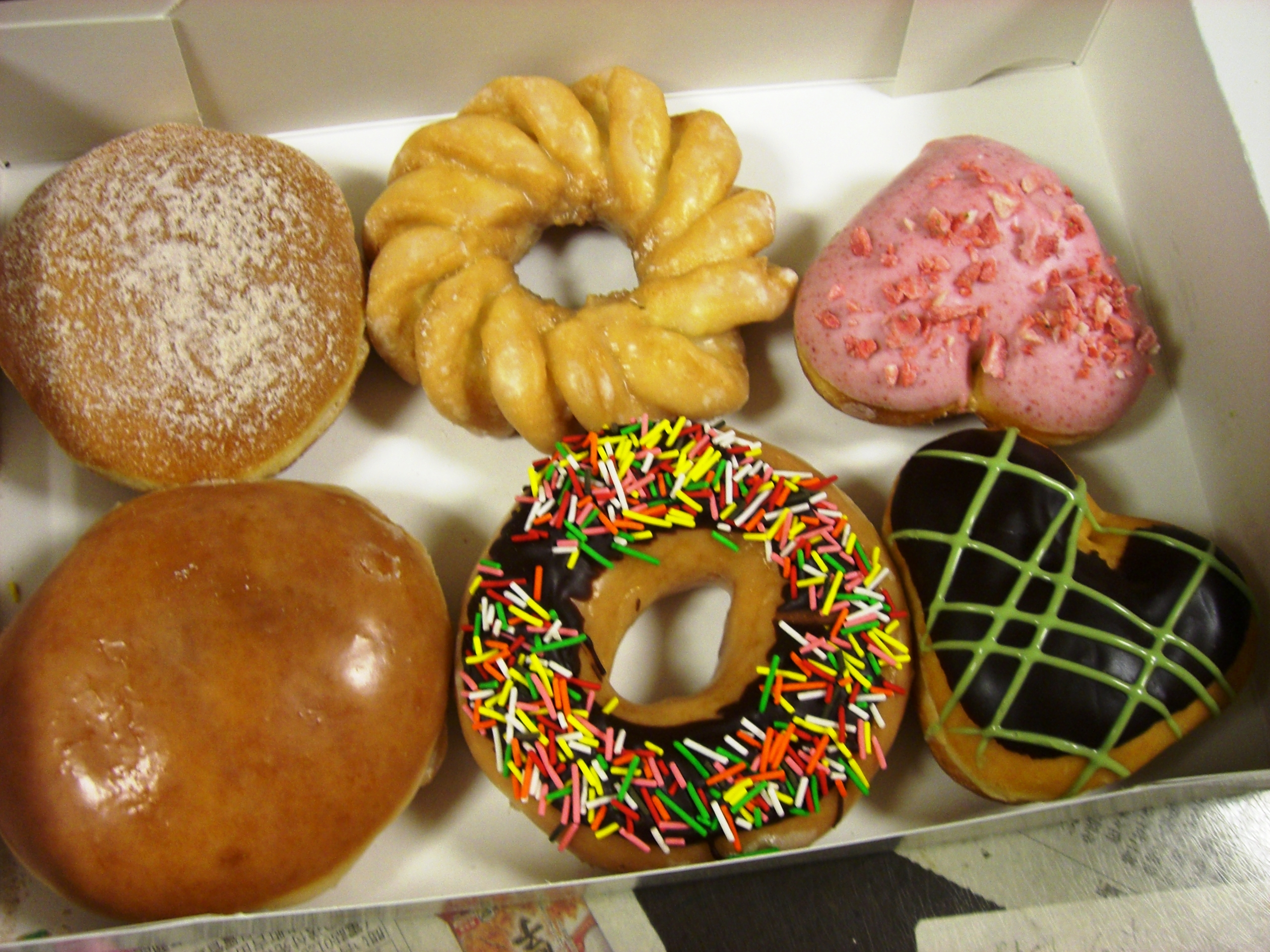

У 1933 році Вернон Рудольф та його дядько викупили магазин пончиків Джозефа Лебуфа на Брод Стріт в місті Падука, штат Кентуккі, разом з рецептом дріжджових пончиків, отриманого від нью-йоркського бізнесмена з Баффало. Рудольф почав продаж дріжджових пончиків в місті Падука, доставляючи їх на своєму велосипеді. Робота була перенесена в місто Нашвілл, штат Теннессі, для задоволення потреб споживачів приєдналися інші члени родини. Рудольф продав свою частку в магазині в Нашвілл у 1937 році і відкрив магазин пончиків у Вінстон-Сейлем, штат Північна Кароліна, продаючи у продуктових магазинах та безпосередньо клієнтам. Перший магазин в Північній Кароліні був розташований в орендованому приміщенні на Саус Мейн Стріт у місті Вінстон-Сейлем, зараз відоме як Олд Сейлем. Логотип «Кріспі Крім» розробив місцевий архітектор Бенні Дінкінс.
Протягом 1950-х років компанія зазнала великого розквіту, також був відкритий перший магазин у Савані, штат Джорджія, Сполучені Штати. У 1960-х роках Krispy Kreme поширився і в південно-східній частині США. У 1976 році Krispy Kreme Doughnut Corporation («Корпорація Кріспі Крім Доунат») стала дочірньою компанії Beatrice Foods («Беатріс Фудз») в Чикаго, штат Іллінойс. Проте, штаб-квартира Krispy Kreme залишалася у Вінстон-Сейлем.
Рудольф повернув право власності лише у 1982 році. 

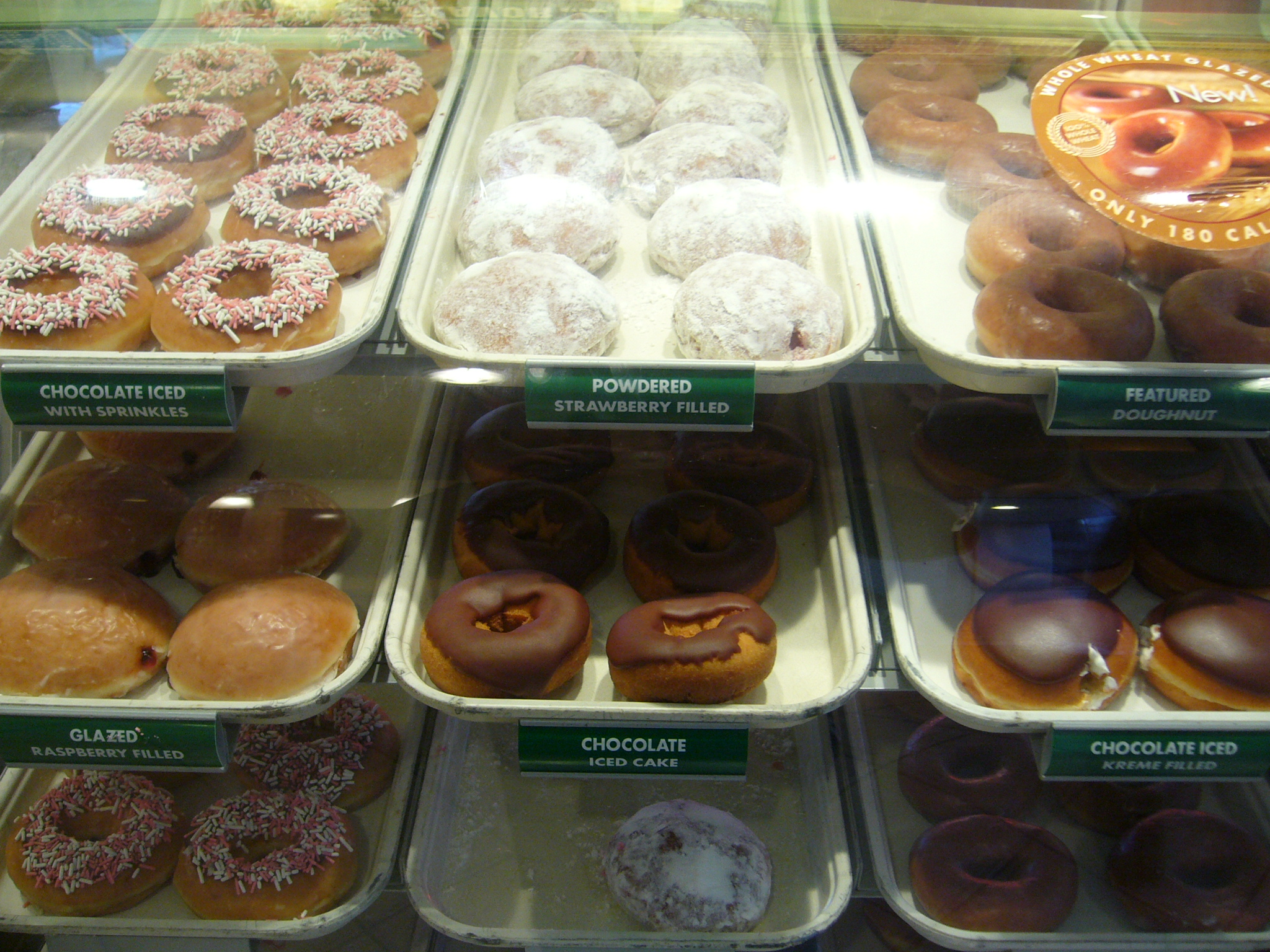

### Зростання
У 1990-х роках відбувся наступний етап розширення діяльності Krispy Kreme, відкривалися магазини за межами південно-східних Штатів. У грудні 2001 року, було відкрито перший магазин за межами США в місті Міссісага, провінція Онтаріо, Канада, неподалік від Торонто. З 2004 року Krispy Kreme швидко розширює свою міжнародну діяльність.

### Перший публічний продаж акцій акціонерного товариства і бухгалтерські скандали
5 квітня 2000 року, корпорація стала на американський позабіржовий ринок NASDAQ на рівні $ 21, використовуючи тікер KREM. 17 травня 2001, Krispy Kreme перейшли на Нью-Йоркську фондову біржу, з тікером KKD, який використовується і сьогодні. Акції досягли рівня $ 50 на Нью-Йоркській фондовій біржі в серпні 2003 року, і прибуток становив 235 відсотків від ціни первинного розміщення акцій. За фінансовий рік, що закінчився в лютому 2004 року, компанія повідомила про обсяг продажу в $ 665 600 000 і прибутку в $ 94,7 млн з майже 400 магазинів (включаючи і міжнародні). Спочатку на ринку компанію вважали як «тверду основу, яка тримає магазини у тісному зв'язку, і чиї продажі постійно збільшуються і зростає прибуток».
Тоді у 2005 році компанія втратила 75-80% своєї вартості, через зниження доходів, а також розслідування SEC (Комісією з цінних паперів) за нібито неправильне ведення бухгалтерського обліку.
У травні 2004 року компанія вперше пропустила квартальну оцінку і зазнала першої поразки як громадська компанія. Голова і головний виконавчий директор Скотт Лівінгуд пояснив ситуацію через зацікавлення низьковуглеводною дієтою,проте аналітики вважають, що «звинувачувати дієту Аткінса у зменшенні доходів», м'яко кажучи, нерозумно. Крім того, конкурентна мережа магазинів з продажу пончиків Dunkin' Donuts («Данкін Доунат») не зазнала збитків у цей період часу.
Аналітики припустили, що Лівінгуд занадто швидко розширив мережу після первинного розміщення акцій, на тих ринках, де вже існувало чимало магазинів. Хоча такий підхід спочатку сприяв збільшенню доходу і прибутку в материнській компанії, у зв'язку з виплатою роялті від нових франчайзі, які також збільшили обсягу продажу, це знизило рентабельність окремих франчайзі в довгостроковій перспективі, оскільки вони були змушені конкурувати один з одним. За 2003-2004 фінансовий рік, у той час як материнські компанії користуються 15-відсотковим зростанням доходів у другому кварталі, порівняні продажі дочірніх компаній збільшилися лише на десяту частину відсотка протягом цього часу. Для порівняння, McDonald зосередив діяльність на рентабельності на рівні франшизи. Супермаркети та автозаправні станції, що реалізовували продукцію Krispy Kreme, також зробили свій внесок як для насичення ринку, так і для створення умов конкуренції. Це розширення провело девальвацію бренду Krispy Kreme, розповсюджуючи оригінальні пончики повсюди, а особливо нові торговельні точки, які потребували готових пончиків на відміну від виготовлених на заводах, які віддалені від стандартів.
Крім виплати роялті від нових магазинів, материнська компанія також користується значною частиною прибутку, вимагаючи від франчайзі придбати також обладнання для виробництва пончиків. Krispy Kreme заробив $ 152 700 000 в 2003 році, що склало 31% продажів, маржа склала 20% і вище, але ці надбавки були в значній мірі за рахунок своїх франчайзі. Для порівняння,конкурентна мережа Dunkin' Donuts, як правило, уникає продажу обладнання та матеріалів для своїх франчайзі (виплата роялті базується на реалізації продукту), у яких «інтереси компанії та франчайзі збігаються».
Компанія була звинувачена в наповнені франчайзі, чиї магазини за повідомленнями «отримали вдвічі більше їх регулярних поставок в останні тижні кварталу так, щоб штаб-квартира могла б внести свою частку». Krispy Kreme також був звинувачений у сумнівних угодах та операціях щодо викупу франчайзі, у тому числі керованих компанією інсайдерів. У звіті, опублікованого в серпні 2005 року, звинувачували у бухгалтерських скандалах тодішнього генерального директора Скотта Лівінгуда та колишнього операційного директора Джона Тейта, хоча і не було доказано вини керівництва.
У 2003 році експериментальний проект в Маунтін-В'ю, Каліфорнія продавати пончики через автомобільні вікна і люки на жвавому перехресті (безготівкова оплата) провалився.

### Зміна управління
18 січня 2005, Krispy Kreme обрав Стівена Купера, голова фінансової консалтингової групи Kroll Zolfo Cooper LLC, на посаду тимчасового генерального директора, замінивши Скотта Лівінгуда, який вийшов на пенсію, як голова, президент, генеральний директор і керівник. Крім того, компанія вибрала Стівена Панагоса, фінансового директор Kroll Zolfo, як президента і головного операційного директора.
У грудні 2005 року був прийнятий антикризовий план для покриття збитків та уникнення банкрутства.

### Нові пропозиції
Хоча компанія спирається на неофіційну рекламу, такі як слово-в-рот, в 2006 році Krispy Kreme почав використовувати теле-і радіо реклами, починаючи з «Share Love» (пончики у формі серця).
19 лютого 2007, Krispy Kreme почали продавати житні глазуровані пончик як спроба звернутися із закликом про дбайливе ставлення до здоров'я. Пончик має 84 кДж (20 ккал в більшості країн, або 20 калорій в США) менше ніж оригінальні глазуровані пончики (754 кДж проти 837 кДж) і містить більше маси (2 г проти 0,5 г). Станом на січень 2008 року, вміст жирів у всіх пончиках був знижений до 0,5 грама і менше. Міністерство охорони здоров'я та соціальних послуг США у своїх нормах, дозволяє компаніям зменшити масу жирів до 0 г навіть у тих випадках, якщо їжа містить до 0,5 г жирів на порцію. Krispy Kreme отримали вигоду з цього нормативного правила в своїй подальшій рекламної кампанії, рекламуючи свої пончики як «знежирені» і «0 грамів жирів!».
1 липня 2010 року, Krispy Kreme почав випікати пончик з начинкою з вишні зі смаком безалкогольного напою, який ішов на продаж в магазини Північної і Південної Кароліни протягом липня. Пончики виявилася настільки популярними в Солсбері, Північна Кароліна, що їх продовжували продавати і після 31 липня,а саме місто стало єдиним, де їх можна було придбати. Пончик Cheerwine Kreme повернувся в липні 2011 року і дебютував в штаті Теннессі і Роанок, штат Вірджинія.
Також в 2010 році Krispy Kreme Express, надання послуг для бізнесу, почало тестування на авеню Ботлграунд в Грінсборо, Північна Кароліна.

### Міжнародні операції

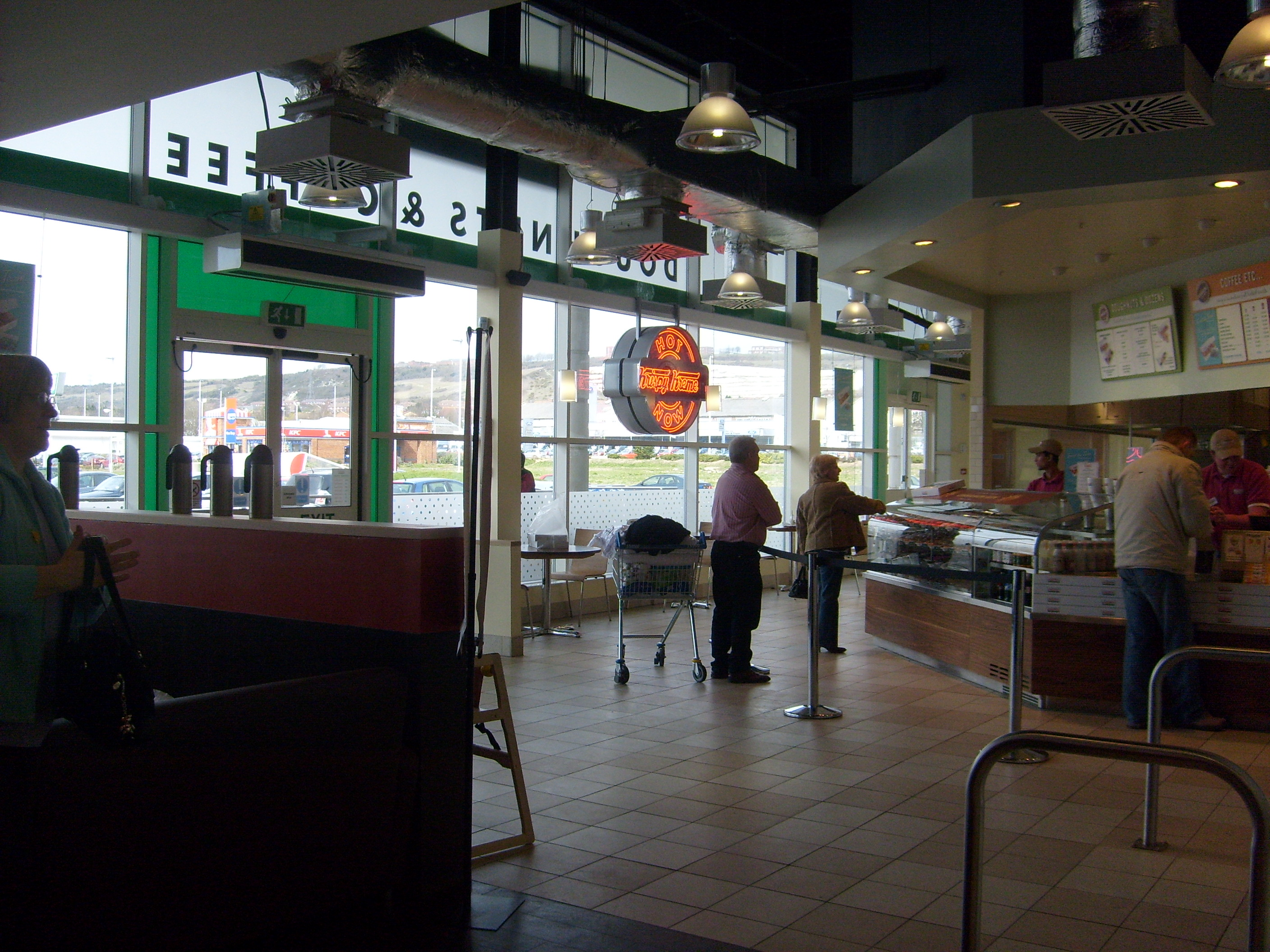

Перший магазин Krispy Kreme відкритий за межами Північної Америки був в Пенріт, Австралії, в Сіднеї. Спочатку операція пройшла успішно, відкривши ще 53 магазинів по всій країні. Однак станом на 1 листопада 2010 року все австралійська мережа перейшла у добровільне керівництво, ЗМІ пояснили це у зв'язку з поганими продажами. Станом на грудень 2010 року вони цілком вийшли з бізнесу, продовжуючи продаж лише у кількох магазинах. Крім магазинів у Сполучених Штатах і Канаді, Krispy Kreme має свої торговельні точки також у Великій Британії, Австралії, Лівані, Туреччині, Домініканській Республіці, Кувейті, Мексиці, Пуерто-Рико, Південній Кореї, Малайзії, Таїланді, Індонезії, Філіппінах, Японії, Китаї, Об'єднаних Арабських Еміратах, Катарі, Саудівській Аравії, Бахрейні Гонконзі (2006-2008) та Ефіопії. 
У серпні 2011 року японська філія Krispy Kreme планувала збільшити кількість магазинів з 21 до 94, а в Мексиці — з 58 до 128 протягом п'яти років.
У Сполученому Королівстві, Krispy Kreme продовжує свою експансію і має плани щодо фінансування в цілях подальшого відкриття магазинів в 2012 році.

## Франчайзинг розширення і скорочення

### Нова Англія

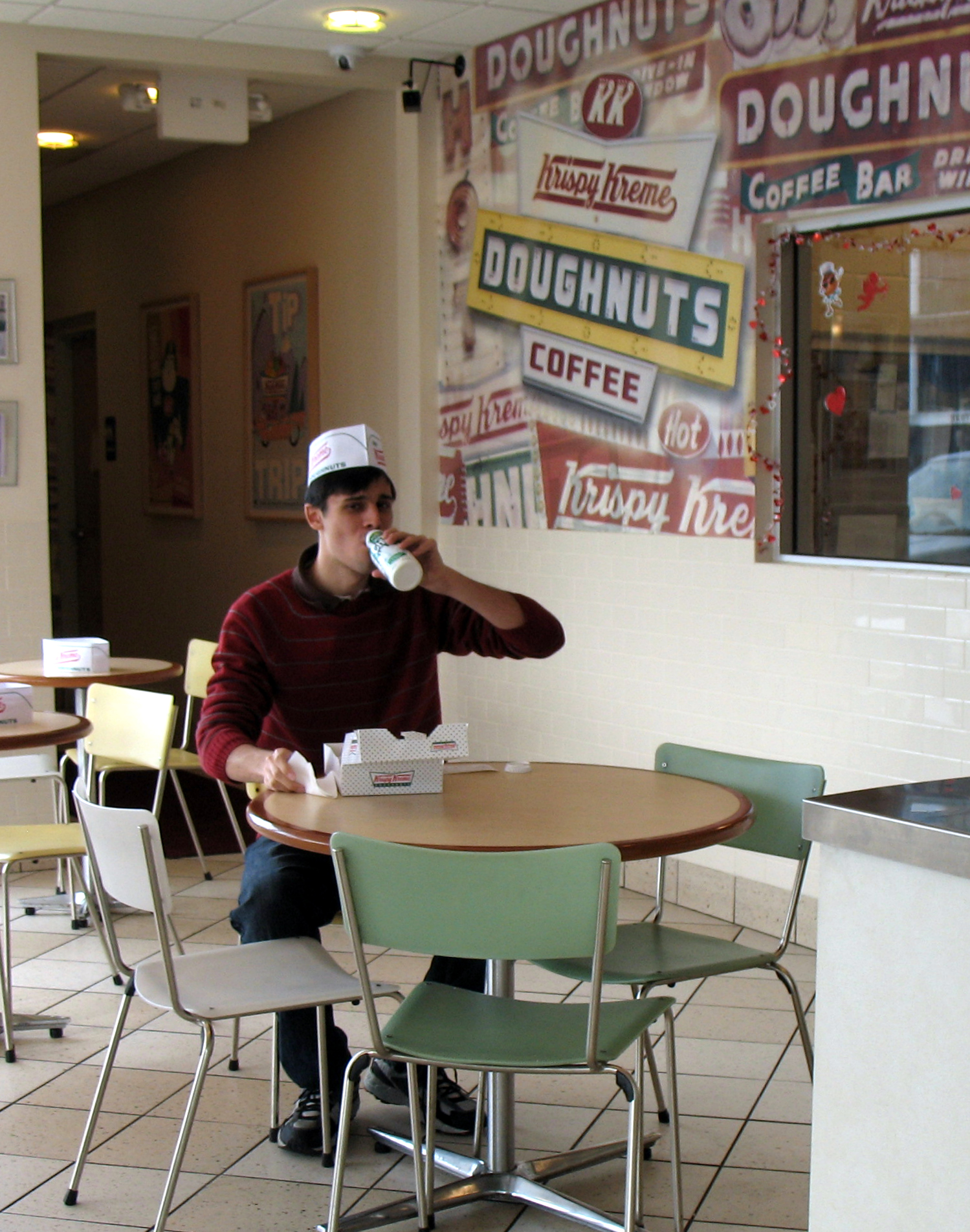

У 2002 році Krispy Kreme відкрила свій другий магазин в Новій Англії в Ньювінгтон, Коннектикут. За цим послідував період агресивної експансії в регіоні; це включало в себе відкриття Krispy Kreme в Бостоні, штат Массачусетс, який відкрився 15 квітня 2004 року і був закритий шістнадцять місяців потому. Спочатку підживлюється ажіотаж навколо відкриття Krispy Kreme у Новій Англії, а потім ця регіональна експансія супроводжувалася закриттям всіх, крім одного магазину, в казино Мюхеган Сан в Ункашвіл. У січні 2010 року в магазині Milford, перший відкритий у регіоні, був закритий після тривалого зниження фінансової підтримки. Говорять, що кава Krispy Kreme «залишила багатьох місцевих жителів враженими, смертний гріх для бостонця».

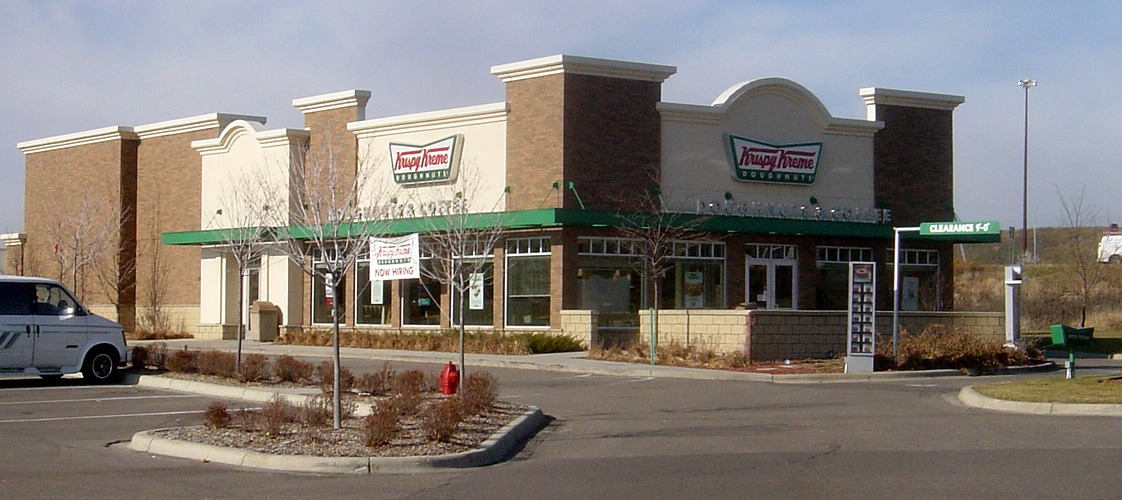

У травні 2003 року в Кренстон, Род-Айленд також був відкритий магазин Krispy Kreme. Але закритий майже одразу після відкриття. Це може бути пов'язано з домінуванням Dunkin 'Donuts у державі.

### Аризона
13 травня 2008 року Krispy Kreme повернувся в Аризону, коли знову відкрили франшизи в Іст Меса, штат Аризона. Це місце було викуплене Krispy Kreme у Ригель після його закриття в 2006 році. Новий власник франшизи, Ден Брінтона, в подальшому планує відкрити 4-5 магазинів на ринку Phoenix. Планується, що магазини будуть підтримуватися меншими магазинами (10 до 15), які продаватимуть тільки пончики та іншу продукцію.

### Техас
У 2002 році Krispy Kreme відкрила ресторан у стилі магазина в районі Амарілло у штаті Техас. Багато хто думав, що місцевий магазин пончиків був причиною закриття національної мережі, але це був не той випадок. Амарілло закрили Krispy Kreme 17 липня 2005 року. Krispy Kreme Round Rock був закритий в 2009 році. Тим не менш, магазин 251 в Грепвіені залишається відкритим, а також два магазини в Ель-Пасо і ще два в Остіні.

### Каліфорнія
У січні 2006 року Krispy Kreme припинило дію ліцензії на пончики Great Circle Family Foods LLC (ТОВ Great Circle Family Foods), обґрунтовуючи несплатою податків. У той час, вони були одним з найбільших франчайзі, що керували 28 магазинами в Південній Каліфорнії. Цьому передували фінансові суперечки з ТОВ Great Circle Family Foods, а як результат — позов проти Krispy Kreme. Позов був врегульований в липні 2006 року і привів до відновлення ліцензії ТОВ Great Circle Family Foods.
22 серпня 2007, ТОВ Great Circle Family Foods та деякі її дочірні компанії були зареєстровані у главі 11 Кодексу про Банкрутство. ТОВ Great Circle Family Foods відновив діяльність після банкрутства 6 липня 2009 року, і в даний час працює 11 магазинів в Південній Каліфорнії.

### Невада
Після відкриття великого галасу в 2000 році, франшиза в Reno була закрита раптом 15 травня 2008. Без попередження, прийшовши зранку на роботу, працівники побачили табличку на дверях: «Ми приносимо свої вибачення за заподіяні незручності». Зростання цін на паливо було назване як основна причина закриття.

### Алабама
Відома франшиза Tuscaloosa, недалеко від студентського містечка від Університету штату Алабами, була знищена під час торнадо 4/27/11. Франшиза була відкрита в серпні 2012 року з ініціативи співтовариства як спроба відновити її в цій спустошеній частині міста.

### Філіппіни

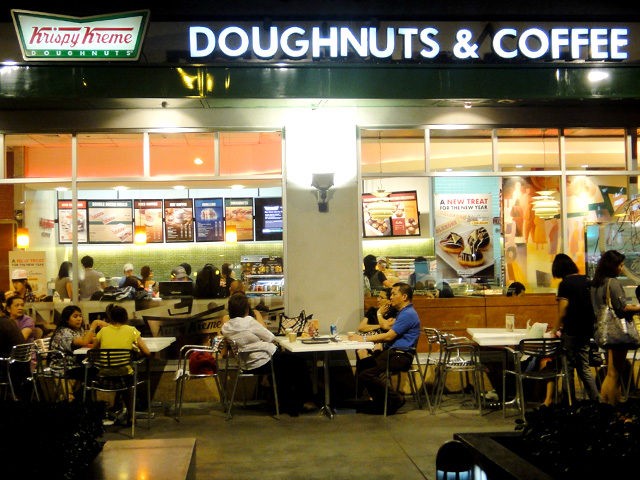

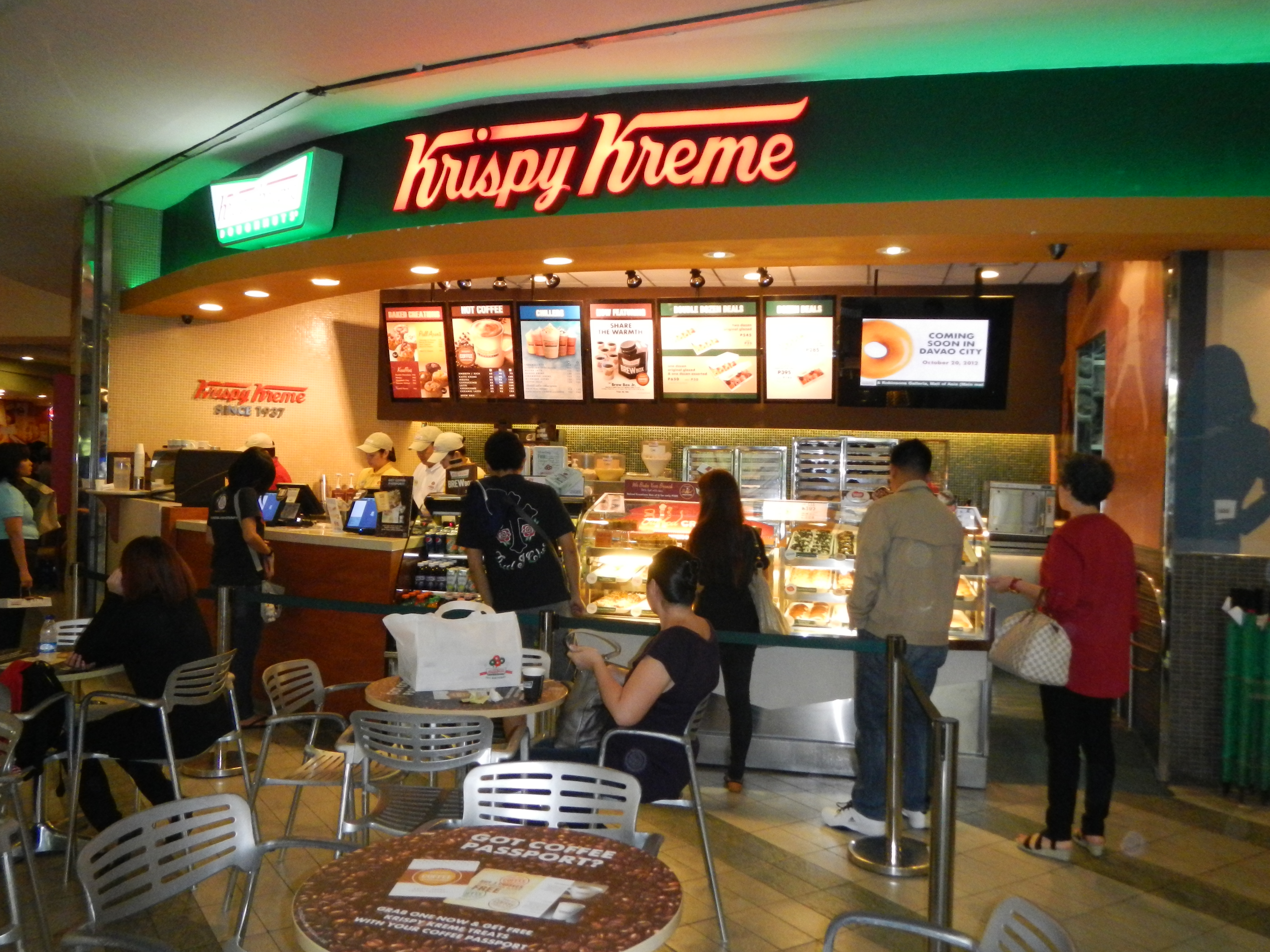

У листопаді 2006 року було відкрито найбільший магазин Krispy Kreme на Філіппінах. Ці магазини, як і багато інших, належать франшизі.Розвиток угоду по франшизі присуджується Real American Donut Company, Inc., яка володіє і управляє мережею ресторанів Max. Перша угода франшизи укладена на 30 магазинів протягом найближчих п'яти років.
Найбільший магазин був офіційно відкритий 30 листопада 2006 року, в Боніфачо Хай Стріт в Форт-Боніфачо, Тагіг Сіті. Другий магазин був відкритий 21 грудня 2006 року, в Мегамолл у місті Мандалойнг. Третій магазин був відкритий 28 червня 2007 року в Greenhills Shopping Center в Сан-Хуан-Сіті, це перший Krispy Kreme Drive-Thru в Азії і перший автономний магазин на Філіппінах. У галузевому супермаркеті Mall of Asia та TriNoma був відкритий у жовтні 2007 року. Ще три гілки відкриті в 2008 році на в Кесон-Сіті. Інший завод і Drive-Thru магазин в супермаркеті Mall of Asia в Пасай, 9-й магазин відкрився в Gateway Mall, Araneta центр і 10-м в Glorietta 4, Макаті. Є також сім філій, розташованих в провінціях з однієї гілки на Marquee Mall в Енджел Сіті, пампанга, три філії у місті Себу на Ayala Center Cebu, Торговий центр City Cebu і Asiatown IT Park, а також три філії в місті Давао.

### Пуерто-Рико
6 травня 2008 перший магазин в Пуерто-Рико відкрито в супроводі двох додаткових магазинів у 2010 році і одного додаткового місця в 2011 році.

### Канада
18 магазинів, які відкрилися в Канаді, з 32 запланованих, було скорочено до чотирьох. Два з них існують у Квебеці (в Лонг і Квебек-Сіті), а два інших магазинів в Торонто, Онтаріо, і Дельта, Британська Колумбія. Невеликий сезонний магазин був недавно відкритий в Васага Біч, Онтаріо. Щоранку Васага Біч отримує пончики з магазину Міссісага. Ще один невеликий магазин недавно відкрився 3 листопада 2010 року в Торонто. Цей магазин приймає продукти з магазину Міссісага. Канадські активи Krispy Kreme були виставлені на продаж у 2005 році, через сім тижнів після банкрутства американської компанії, що керує виробництвом пончиків у Канаді. Канадські операції управляються відповідно до франчайзі Krispy K Canada Company of Mississauga, Онтаріо.

### Домініканська Республіка
Перший магазин франчайзі Krispy Kreme Doughnut Corporation відкрила 24 серпня 2010 року. Перший із 14 запланованих магазинів на першому етапі розширення в країні в цілому. Поки на сьогоднішній день франшиза відкрила 3 магазини в районі Санто-Домінго, а пізніше в 2012 році планується відкриття в Сантьяго. 

### Японія
Працює 34 магазинів Krispy Kreme Doughnuts по всій країні.

### Таїланд
Популярні магазини Krispy Kreme в Таїланді в Сіам-Парагон, Рачапрасонг, Патунвам, Бангкок.